# Hervé La Barthe
Hervé La Barthe (23 oktober 1923 – 10 februari 2007) was een Vlaams journalist, onder meer werkzaam bij de VRT.

## Levensloop
Hij was de zoon van Henri André La Barthe (1898-1965), gemeentesecretaris van stad Zottegem die zelf actief was in wielermidden in Zottegem. La Barthe begon zijn loopbaan als sportmedewerker bij Het Volk, waarna hij ging werken bij De Standaard en Het Nieuwsblad.
In 1960 werd hij sportjournalist bij de VRT en presenteerde er onder meer Sportweekend, Sportarena en Binnen & Buiten. In 1970 verliet La Barthe de sportjournalistiek en werd hij directeur van de Provinciale Toeristische Federatie van Vlaams-Brabant.
Tot in 1996 was hij secretaris-generaal van de vroegere Belgische Beroepsvereniging van Toeristische Journalisten.
In 2001 werd hij Zottegems ereburger en ridder in de Orde van Sotto.